# Oxalis eremobia
Oxalis eremobia är en harsyreväxtart som beskrevs av Rodolfo Amando Philippi. Oxalis eremobia ingår i släktet oxalisar, och familjen harsyreväxter. Inga underarter finns listade i Catalogue of Life.